# Патрік Дебуа
Патрік Дебуа (фр. Patrick Desbois) (нар. 1955, Шалон-сюр-Саон) — французький римо-католицький священник, колишній глава Комісії зі зв'язків з юдеями Конференції французьких єпископів і консультант Ватикану. Засновник «Яхад-Ін Унум» (Yahad-In Unum), організації, що займається виявленням місць масових поховань євреїв, які стали жертвами нацистських мобільних загонів смерті на території  колишнього Радянського Союзу. Нагороджений найвищою нагородою Франції Орденом Почесного легіону, за роботу у документуванні Голокосту.
В квітні 2021 року Отець Патрік Дебуа очолив Академічну раду Меморіального центру Голокосту «Бабин Яр». Його діяльність на посаді будуть супроводжувати офіс в Києві та Парижі. Він працюватиме в тісній кооперації з Наглядовою радою Меморіалу.

## Освіта
Дебуа навчався в університеті Діжона, який закінчив у 1977 році за спеціальністю «математика». У 1981 році він вступив до семінарії католицького згромадження Прадо, а в 1986 році був висвячений в сан священника. У тому ж році отримав ступінь магістра богослов'я в Католицькому університеті Ліона.

## Кар'єра
У 1978 році Дебуа працював вчителем математики в Африці за дорученням французького уряду. Пізніше він працював з матір'ю Терезою в Калькутті, де допомагав влаштовувати будинки для вмираючих. Після висвячення у 1986 році у віці 31 року, він у 1992 році став настоятелем Великої семінарії в Прадо, Ліон.
У 1992—1999 роках служив секретарем кардиналів Альбера Декутре, Жана Баллана і Луї-Марі Білле зі зв'язків з єврейськими громадами. Після того, як він попросив доручити йому працювати з єврейською громадою Франції, був призначений секретарем комісії Конференції католицьких єпископів Франції зі зв'язків з єврейською громадою. І працював на цій посаді з 1999 по 2016 рік. З 2016 року він є повіреним у місії кардинала Парижа. Він також є радником Ватикану з питань іудаїзму.
У 2004 році Патрік Дебуа приєднався до лідерів французької католицької та єврейської громади у створенні Yahad-In Unum («разом» на івриті та латині.) Мета організації — розвиток відносин між католиками і євреями. Його найбільш амбітна ініціатива полягала в тому, щоб знайти місця масових поховань єврейських жертв нацистських зондеркоманді, Einsatzgruppen, на території колишніх радянських республік в країнах Східного блоку.
Патрік Дебуа відомий своїми дослідженнями Голокосту від куль в Україні та інших країнах Східної Європи, які були окуповані нацистською Німеччиною в роки Другої світової війни. В результаті його роботи з'явився термін «Голокост від куль». У своїй першій книзі з однойменною назвою, опублікованій в 2008 році, він наводить численні свідчення нацистських злочинів проти єврейського населення на окупованих територіях Східної Європи, зокрема, вбивства 1,5 млн євреїв в Україні.
Його діяльність була схвалена Папою Римським, визнана і заохочена Президентом Франції та підтримана в Європі та Сполучених Штатах. Дебуа отримав міжнародне визнання за свої надзвичайні зусилля. Серед його нагород є такі: Медаль за звитягу Центру Симона Візенталя, премія Роджера Е. Джозефа Коледжу юдейського союзу, гуманітарна премія Меморіального музею Голокосту, премія Яна Карського Американського єврейського комітету, міжнародна премія Бнай Бріт за видатний внесок у стосунки з єврейським народом і Національна премія єврейської книги за його книгу «Голокост від куль» 2008 року (видавництво Palgrave-Macmillan). У 2013 році він отримав Премію моральної мужності імені Ліндона Бейнса Джонсона від Музею Голокосту у Х'юстоні.
У період з 2015 по 2016 рік він був ад'юнкт-професором та викладав у Програмі юдейської цивілізації в Школі зовнішньої служби Едмунда А. Уолша Джорджтаунського університету. З 2016 року нагороджений почесним докторським ступенем Бреймана в галузі практики судово-медичного дослідження Голокосту в Центрі єврейської цивілізації Джорджтаунського університету.

## Робота з організацією «Яхад–Ін Унум» (Yahad–In Unum)
Інтерес отця Дебуа до Голокосту виник ще в юному віці, тому що його дід, який допомагав виховувати його, був французьким солдатом, депортованим в нацистський табір для військовополонених в Раві-Руській під час Другої світової війни. Його дід мало розповідав про своє перебування в таборі, що спонукало Дебуа зацікавитися Голокостом і жертвами-євреями.

Таким чином дитячі інтереси обумовили те, що Патрік Дебуа взявся за вивчення іудаїзму. Він досліджував відповідні матеріали в «Яд Вашем», а потім єврейську релігію і культуру у доктора Шарля Фавра, лідера Єврейської громади Франції. У 2002 році він приїхав до України, щоб побачити місце, де під час війни його дід перебував як військовополонений, і вшанувати пам'ять загиблих. Коли він прибув, він був шокований,,коли дізнався, що не було жодного відзначення або вшанування пам'яті 1,25 мільйонів жертв-євреїв на всій території України та Білорусі. Говорячи про свій початковий досвід, Дебуа розповів, як:
У 2002 році, подорожуючи Україною, Дебуа відвідав місце ув'язнення свого діда — Раву-Руську. Він знав, що до початку Другої світової війни в місті проживало понад 15 000 євреїв, але коли він запитав, де вони були вбиті, мер міста відмахнувся від нього і сказав, що ніхто нічого про це не знає. "Як могло бути вбито в місті понад 10 000 євреїв, і ніхто про це не знає? — каже він. — Я знав, що повинен з'ясувати, що сталося. Отже, я повертався до Рави-Руської вдруге, втретє, вчетверте. А потім той мер програв вибори і був обраний новий, не такий «радянський.»

 Новий мер повів Дебуа в ліс, де, як він каже, вже зібралися та стояли півколом близько 50 літніх місцевих мешканців – чоловіків і жінок. "Ви стоїте на могилах останніх 1500 євреїв Рава-Руської", - сказав мер. Містяни по черзі виходили вперед і розповідали про пережите ними під час Другої світової війни. Вони розповідали про те, як євреїв виводили на цю галявину, змушували копати глибокі ями та здавати цінні речі перед розстрілом. Розповідали історії про те, як німці змушували їх самих – в той час дітей або підлітків – охороняти євреїв, щоб не дати їм втекти, закопувати заповнені трупами ями, подавати нацистським солдатам їжу і навіть приносити грамофон, щоб вони могли слухати музику.
Дебуа згадує одну жінку – "стареньку в синій хустині", – яка зі сльозами на очах розповідала йому: "Я залишалася на своїй фермі, мені було 14 років, і мені сказали:" Іди, йди". І мені довелося лазити по деревах, знімати звідти шматки трупів і прикривати їх гілками в могилі, щоб наступні євреї їх не побачили. А потім поїхали вантажівки за вантажівками з євреями з Рава-Руської".

 Після цих зізнань місцеві мешканці сказали Дебуа, що раніше вони ніколи публічно не говорили про те, що сталося. Багато хто запитував священника перед тим, як він поїхав: "Чому ви приїхали так пізно? Ми чекали на вас." 
Щоб виправити цю кричущу помилку, отець Дебуа допоміг у 2004 році заснувати організацію "Яхад-Ін Унум". Ця організація збирає інформацію про масові вбивства євреїв і ромів в Україні, Росії, Білорусі, Литві, Польщі, Молдові та Румунії в період з 1941 по 1944 рік. Місцевих мешканців-свідків тих подій розпитують про масові розстріли, які відбувалися поруч з їхніми помешканнями, і про те, де знаходяться братські могили. За оцінками Дебуа, в Україні нараховується не менше 1 мільйона жертв, похованих у 1200 могилах.
Дебуа особисто проводить багато інтерв'ю зі свідками (і з перекладачами). За допомогою металошукачів Дебуа та його команда виявили німецькі патрони й кулі з ям, куди були кинуті тіла, а також коштовності, що належать жертвам. Критика, спрямована проти отця Дебуа, включає в себе прийняття ним сповіді про співучасть у військових злочинах тих, з ким він розмовляє. Професор Омер Бартов (Omer Bartov) заявив: «Дебуа не ставить тим, з ким він бесідує, багато питань. Він створює враження, що саме німці здійснювали всі вбивства, але насправді геноцид у значній мірі був організований місцевими допоміжними силами та місцевими підрозділами поліції. Але його це не цікавить». Пол Шапіро з Меморіального музею Голокосту Сполучених Штатів заперечує: «Дехто критикує його методику, але ніхто більше не береться до такої роботи. Легко критикувати; набагато важче мати наснагу, витривалість і цілеспрямованість, щоб знову і знову йти в такі місця».

У березні 2014-го року Президент Франції Франсуа Олланд високо оцінив роботу отця Дебуа:
Щойно Ви вшанували отця Патріка Дебуа. Через власну сімейну історію він відкрив трагедію українських євреїв. Він домагався визнання «Голокосту від куль», тому що Голокост почався ще до концтаборів, причому не тільки на території окупованої України. Дуже важливо знати, як починався процес геноциду, як все дійшло до винищувальних таборів.
У липні 2017 року Папа Франциск благословив і направив заохочувальне послання отцю Дебуа і організації «Яхад-ін Унум», написавши:
Святий отець закликає членів організації «Яхад-ін Унум» продовжувати боротьбу за справедливе визнання насильства, якому піддаються так багато чоловіків та жінок, що належать до різних громад.

## Співробітництво з організацією «Аксьон Єзиди» (Action Yazidis)
Організацію Action Yazidis, очолювана Патріком Дебуа, збирає свідчення тих, хто вижив, щоб задокументувати і представити докази кожного кроку геноциду єзидів, скоюваному ІДІЛ. Отець Дебуа дав інтерв'ю в Синджарі у 2016 році Ларі Логан у її програмі «60 хвилин» (60 Minutes). До липня 2018 року Дебуа та його команда провели майже 300 напівдирективних інтерв'ю з жертвами — єзидами різного віку.

Президент Франції Еммануель Макрон високо оцінив його роботу в листопаді 2017 року:
Я вітаю важливість і серйозність ретельно документованої роботи, яку проводите ви разом з вашою асоціацією, щоб привернути увагу до серйозності трагедії геноциду єзидів.
Книга Патріка Дебуа, що відображає роботу організації Action Yazidis (у співавторстві з Костелем Настазі (Costel Nastasie): Фабрика терористів — ІДІЛ, Геноцид єзидів і експорт терору), була опублікована в 2018 році.

## Комітет єпископів по відносинах з іудаїзмом
Через свою посаду директора Комітету зв'язків з іудаїзмом Французької єпископської конференції, отцю Дебуа доводилося розбиратися із суперечками після негативних коментарів єпископа SSPX Річарда Вільямсона. Однак, оскільки Дебув має позитивні стосунки з єврейською громадою, він зміг зберегти її довіру в такий складний період.

## Нагороди
- 1 травня 2007 рокуАмериканський єврейський комітет нагородив його «Премією Яна Карського» за його «зусилля з виявлення масових поховань євреїв-жертв Шоа» і «відданість справі сприяння взаєморозумінню між християнами і євреями» .
- 4 травня 2008 року: рабин Девід Елленсон вручив отцю Дебуа премію Роджера Е. Джозефа в Нью-Йорку .
- 7 травня 2008 року: на щорічній Національній урочистій вечері Центр Симона Візенталя в Лос-Анджелесі вручив отцю Дебуа Єврейську медаль звитяги за його прихильність релігійній терпимості і співпраці .
- 12 червня 2008 року він отримав Орден Почесного Легіону за свою роботу проГолокост
- 9 жовтня 2008 року він отримав премію «Шофар Свободи»
- 2008 рік: він отримав Національну премію єврейської книги за його книгу «Голокост від куль: подорож священника задля розкриття правди про вбивство 1,5 мільйонів євреїв»[24]
- 12 травня 2009 року: почесний ступінь доктора наук університету Бар-Ілан (Ізраїль)
- 2008 рік: Лауреат Національної премії єврейської книги Єврейської книжкової ради[25][26][27]
- 7 червня 2009 року: почесний ступінь доктора наук Єрусалимського університету (Ізраїль)
- 16 травня 2012 року: почесний ступінь доктора наук Нью-Йоркського університету (США)
- 3 травня 2013 року: почесний ступінь доктора наук Вінніпегського університету (Канада)
- 2013 рік: Премія моральної мужності імені Ліндона Бейнса Джонсона від Музею Голокосту у Х'юстоні[11]
- 4 березня 2014 року: удостоєний нагороди Представницької ради єврейських інститутів Франції (Conseil Représentatif des Institutions juives de France) .
- 21 травня 2015 року: почесний ступінь доктора наук Юдейської теологічної семінарії Америки (США) (США)
- 28 квітня 2017 року: почесний ступінь доктора наук Коледжу Святого Франциска (США)
- 24 жовтня 2017 року: Премія Тома Лантоса в галузі прав людини від Фонду Лантоса
- 8 листопада 2018 року: Премія Антидифамаційної ліги від Антидифамаційної ліги боротьби з будь-якими проявами ненависті
- 26 березня 2019 року: Премія Рафаеля Лемкіна за зразкову роботу в боротьбі з геноцидом на честь відданості розслідуванню та викриттю злочинів геноциду в усьому світі від Світового єврейського конгресу та Постійного представництва Руанди при ООН

## Публікації (англійською мовою)
- Отець Патрік Дебуа, «Голокост від куль: подорож священника задля розкриття правди про вбивство 1,5 мільйонів євреїв», переклад англійською мовою Кетрін Спенсер. Нью-Йорк: видавництво Palgrave Macmillan, 2008. ISBN 978-0-230-61757-5 (м'яка обкладинка)
- Отець Патрік Дебуа, «Серед білого дня: Таємні процедури, що стоять за Голокостом від куль», переклад англійською мовою Хіларі Рейл і Калверта Барксдейла. Нью-Йорк: Видавництво Skyhorse, 2018.ISBN 978-1-628-72857-6 ISBN 978-1-628-72857-6 (тверда палітурка)
- Отець Патрік Дебуа та Костель Настазі, «Фабрика терористів — ІДІЛ, Геноцид єзидів і експорт терору», переклад англійською мовою. Нью-Йорк: Видавництво Skyhorse, 2018. ISBN 978-1-628-72946-7 ISBN 978-1-628-72946-7 (тверда палітурка)